# Каменка (Лужский район)
Каменка — деревня в Заклинском сельском поселении Лужского района Ленинградской области.

## История

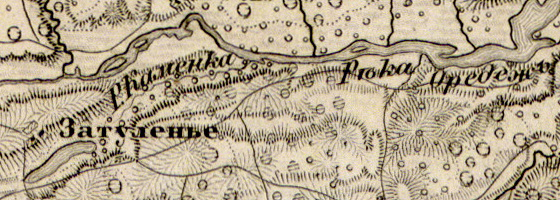
Земли современной деревни Каменка на карте 1863 года

На карте из «Исторического атласа Санкт-Петербургской Губернии» 1863 года деревня Каменка отсутствует.
По данным «Памятной книжки Санкт-Петербургской губернии» за 1905 год, в Перечицкое сельское общество Перечицкой волости 1-го земского участка 1-го стана Лужского уезда Санкт-Петербургской губернии входил посёлок Каменка.
С 1917 по 1923 год совхоз Каменка входил в состав Изорского сельсовета Перечицкой волости Лужского уезда.
С 1923 года, в составе Толмачёвской волости.
С 1924 года, в составе Калищенского сельсовета.
По данным 1933 года деревня Каменка входила в состав Калищенского сельсовета Лужского района.
C 1 августа 1941 года по 31 января 1944 года деревня находилась в оккупации.
В 1961 году население деревни Каменка составляло 175 человек.
По данным 1966 года деревня Каменка также входила в состав Калищенского сельсовета.
По данным 1973 года деревня Каменка входила в состав Каменского сельсовета и являлась его административным центром, в состав сельсовета входили 23 населённых пункта.
По данным 1990 года деревня Каменка являлась административным центром Каменского сельсовета, в состав которого входили 19 населённых пунктов общей численностью населения 1340 человек. В самой деревне Каменка проживали 705 человек.
В 1997 году в деревне Каменка Каменской волости проживали 670 человек, в 2002 году — 556 человек (русские — 93 %).
В 2007 году в деревне Каменка Заклинского СП проживали 677 человек.

## География
Деревня расположена в восточной части района на автодороге 41К-683 (Троицкий поворот — Затуленье).
Расстояние до районного центра — 15 км.
Расстояние до ближайшей железнодорожной станции Толмачёво — 15 км. 
Деревня находится на левом берегу реки Оредеж и правом берегу, впадающей в неё реки Каменка.

## Демография
| 1961 | 1990 | 1997 | 2007 | 2010 | 2017 |
| ---- | ---- | ---- | ---- | ---- | ---- |
| 175  | ↗705 | ↘670 | ↗677 | ↘551 | ↗615 |

## Улицы
Дорожная, Затуленная, Лесная линия, Лужская линия, Набережная, Новая, Полевая, Садовая, Центральный микрорайон, Шевинская, Школьная.